# Celia Flores
Cet article possède des homonymes et des paronymes, voir Flores et Estève.
Celia Esteve Flores, née à Madrid le 30 mai 1981, est une chanteuse espagnole.

## Biographie
Celia Flores est la fille de Marisol (Pepa Flores) et du danseur Antonio Gades, et la sœur de l'actrice María Esteve et de la psychologue Tamara Esteve. 
Elle décide très jeune de se tourner vers la musique, en faisant partie de la compagnie de son père. En 2006, elle se lance sur la marché musical,.

## Discographie
- Celia Flores (Dulcimer Songs, 2006):

- 20 años de Marisol a Pepa Flores (Dulcimer Songs, 2016), en hommage à sa mère, Marisol.